# Claude Garamond
Claude Garamond (París, 1499-París, 1561) fue un tipógrafo, impresor y grabador de matrices francés. Su obra tipográfica se considera clásica dentro del estilo antiguo e inspiración para composiciones modernas.

## Los primeros años
Garamond comenzó a aprender el oficio casi a los 30 años bajo la tutoría del tipógrafo y editor Antoine Augereau y de Simon de Colines en 1510. Continuó su aprendizaje bajo la dirección de Geoffroy Tory en 1520. Por intermedio de Tory, obtuvo la protección de Francisco I.

## El primer libro

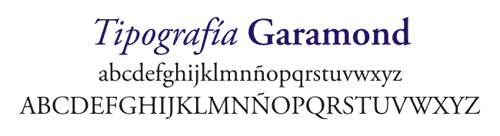
Ejemplo de la tipografía Garamond.

En 1530 realizó para Robert Estienne la primera tipografía dibujada, grabada y fundida por él mismo en el libro Paraphrasis in Elegantiarum Libros Laurentii Vallae de Erasmo de Róterdam.
Esta tipografía estaba basada en los tipos diseñados por los maestros Nicolas Jenson y Francesco Griffo para el libro De Aetna de Pietro Bembo, publicado por el impresor italiano Aldo Manuncio en 1496. La tipografía que diseñó para ese libro fue bastante popular dentro del gremio de la época.
Debido a la fama alcanzada, fue comisionado, en 1540, por el rey Francisco I de Francia para realizar el diseño de un tipo con caracteres griegos, que más tarde fue llamado el Grec du Roi (Griego del Rey), con el que se publicó la obra Alphabetum Graecum, editada por el impresor Robert Estienne.
Garamond fue el primer tipógrafo en realizar tipografía redonda y cursiva de la misma familia.
También trabajó como editor de libros; su primera publicación fue el Pia et Religiosa Meditatio, de David Chambellan.
Su taller se instaló en el distrito de Saint André des Arts, en el Barrio Latino de París.

## Tipografía Garamond
Después de la muerte de Claude Garamond, el tipógrafo Cristóbal Plantino junto a los tipógrafos franceses Guillaume Le Bé y André Wechel y el tipógrafo alemán Conrad Berner compran algunos de los punzones originales realizados por Garamond, con los que hacen una serie de catálogos, los cuales, cuatro siglos más tarde, a comienzos del siglo XX, fueron considerados las más exactas referencias para que las fundidoras produjeran una reedición de las tipografías de Garamond.